# Německá demokratická strana
Německá demokratická strana (německy Deutsche Demokratische Partei, zkratka DDP) byla levicově liberální politická strana působící v Německu v období Výmarské republiky.

## Ideologie
Německá demokratická strana byla levicově liberální stranou. Společně s katolíky z Centra a sociálními demokraty byla hlavním zastáncem demokratického a republikánského zřízení Německa v meziválečném období. V sociální politice hledala kompromis mezi sociálními a hospodářskými požadavky dělníků a měšťanstva. Podporovala princip soukromého podnikání, omezovala možností státních zásahů do ekonomiky a stavěla se proti monopolům. Zasazovala se o přísnou odluku státu od církve. V zahraniční politice se stavěla proti Versailleské smlouvě, propagovala ale mezinárodní spolupráci (např. německý vstup do Společnosti národů) a ochranu národních menšin. DDP se stala díky svému zaměření stabilizačním prvkem většiny německých vlád, kde nabízela most mezi levicovými sociálními demokraty a stranami politického středu. Vládní stranou byla téměř po celé období Výmarské republiky (v koaličních vládách 1919–1932). Z jejich řad se rekrutovalo velké množství personálu pro vysoké úřednické pozice ve veřejné správě. Žádná jiná strana nemohla poskytnout státní zaměstnance, kteří měli dostatečné vzdělání a byli loajální k novému demokratickému zřízení.   
Její voličská základna pocházela ze vzdělaných vrstev obyvatelstva (tj. střední podnikatelé, učitelé, vyšší úředníci a vědci). DDP byla volena většinou německých Židů, což ji v kombinaci s již zmíněným přineslo přízvisko strana Židů a profesorů. Z geografického hlediska měla strana podporu především ve větších městech a to převážně na severu Německa (jmenovitě v Berlíně, Postupimi, Hamburku) a celém Šlesvicku-Holštýnsku. Dále se těšila oblibě i v jihoněmeckém Württembersku. Její členská základna byla z většiny protestantská.

## Historie

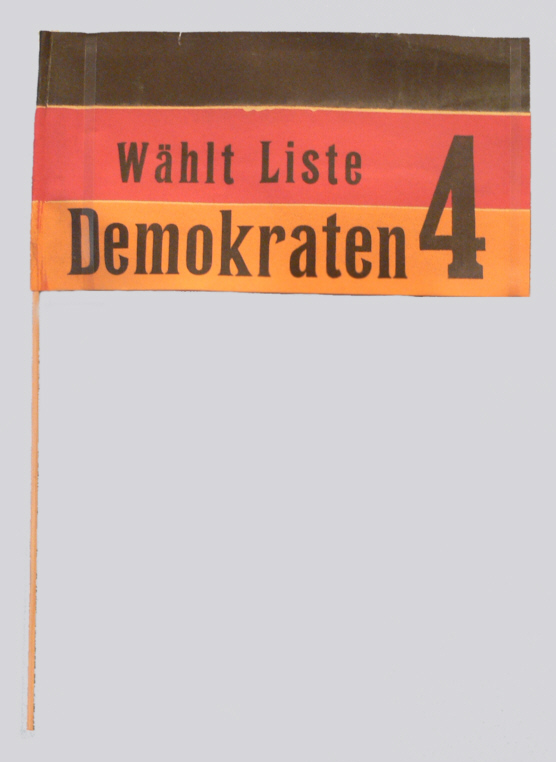
Papírová vlajka z předvolební kampaně strany do berlínského zastupitelstva (1929)

### Vznik
Týden po začátku Listopadové revoluce v Německu, tj. 16. listopadu 1918, vyšel v berlínském deníku Berliner Tageblattes článek, který vyzýval všechny představitele liberální politiky k vytvoření nové jednotné strany. Pod článkem se podepsalo na 60 známých osobností. O čtyři dny později se k výzvě v deníku Vossischen Zeitung připojili i představitelé Pokrokové lidové strany (FVP) a liberální křídlo Národních liberálů (NLP). Dne 24. listopadu 1918 založili žurnalista Theodor Wolff a profesoři Max Weber, Alfred Weber a Hugo Preuß oficiálně Německou demokratickou stranu.

### Jako vládní strana
První parlamentní volby v lednu 1919 s přehledem vyhrála sociální demokracie, ale DDP slavila taktéž významný úspěch. Se ziskem 18,4 % se stala třetí nejsilnější stranou ve sněmu. Společně se sociálními demokraty a katolíky z Centra vytvořili vládu tzv. Výmarskou koalice, která obstála v turbulentním poválečném období a ubránila demokratické zřízení země. Demokraté se pokoušeli z počátku zvrátit nepříznivé podmínky Versailleské smlouvy a na protest nechali padnout kabinet Philippa Scheidemanna. Dohodové státy ale byly zcela neústupné a smlouva nakonec byla německým sněmem schválena i s pomocí hlasů DDP. Veřejnost se okamžitě začala bouřit. Vypuklo velké dělnické povstání v Porúří a v Berlíně proběhl neúspěšný Kappův puč. Vicekancléř Schiffer za DDP dokázal vyjednat s povstalci složení zbraní a dokonce jeho vůdcům dopomohl k beztrestnému útěku z vlasti.
Nepopulární provládní aktivity strany se výrazně podepsaly na volebních preferencích. Další volby v červnu 1920 skončily pro DDP porážkou a ztrátou téměř poloviny křesel. V následujících 4 letech se vystřídalo sedm povětšinou menšinových vlád, které se opíraly o toleranci sociálních demokratů. Začalo postupně docházet k oslabování vlivu strany a odlivu členů (okolo 800 000 členů v roce 1918 a pouze 117 000 v roce 1927). Nejvýznamnějšími osobnostmi DDP té doby byl ministr obrany Otto Geßler, který vydržel na pozici dlouhých 8 let (1920–1928), Walther Rathenau, který dojednal Rapallskou smlouvu se sovětským Ruskem, či předseda strany Erich Koch-Weser (1924–1930).

### Zánik strany

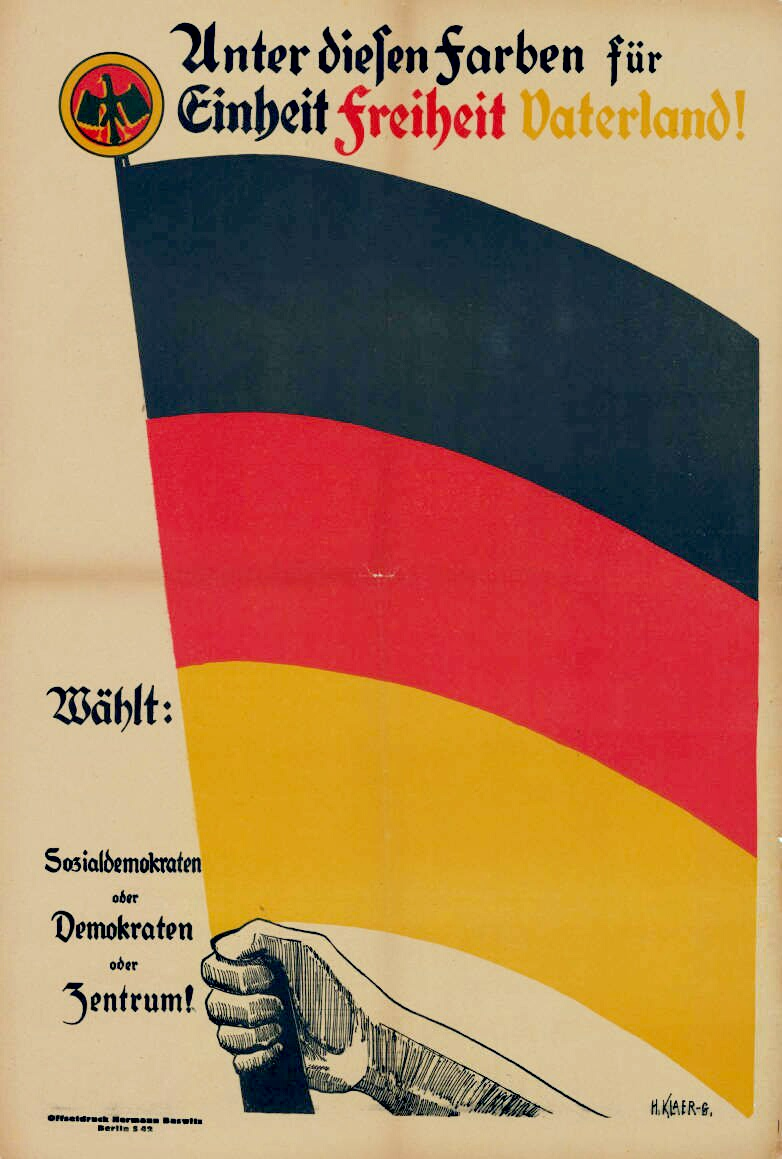
Společný volební plakát Výmarské koalice (SPD, Centrum a DDP) 1924

Výraznému poklesu preferencí (ve volbách v roce 1928 získali pouze 4,8 %) se demokraté pokusili zabránit spojením s nacionalisticky a antisemitsky směřovaným Lidově národním říšským hnutím v červenci 1930. Strana si změnila název na Německou státní stranu (německy Deutsche Staatspartei, DStP). Mnoho levicově orientovaných členů ale se směřováním strany nesouhlasilo, stranu opustilo a založilo novou tzv. Radikálně demokratickou stranu. Ve volbách v roce 1930 strana opět oslabila, a to na 3,8 %, a radikální demokraté se s 0,6 % do směnu ani nedostali. Nacionalisté ze strany po volbách odešli, ale strana si pozměněný název ponechala. DStP se účastnila posledního demokratického kabinetu Hermanna Müllera, ale v roce 1932 získala pouze 1 % hlasů a upadla do bezvýznamnosti. Následně vystupovala na kandidátkách společně se sociálními demokraty. Její poslanci v březnu 1933 hlasovali pro při hlasování o zmocňovacím zákonu, který dal Hitlerovi neomezenou moc. Poslanci DStP přišli o své mandáty v červenci 1933, kdy prošel zákon zbavující mandátu poslance ze sociálně demokratické kandidátky. Sama strana se dobrovolně rozpustila již 28. června 1933.

### Protinacistický odboj
Mnoho bývalých členů DDP nebo Radikální demokratické strany bylo donuceno uprchnout do exilu kvůli jejich protirežimním či pacifistickým postojům (např. Ludwig Quidde či Wilhelm Abegg), další byli zavražděni nacisty (Fritz Elsas). Nejvýznamnější odbojovou skupinou z bývalých členů DDP byla Robinsohn-Strassmann-Gruppe v Hamburku a Berlíně. Druhou významnou skupinou byla Sperr-Kreis v Bavorsku, do které se zapojili i bývalí ministři Otto Geßler a Eduard Hamm.

### Poválečný vývoj
Po válce nedošlo k obnovené strany a její členové se podíleli v Západním Německu na zakládání Svobodné demokratické strany (např. Theodor Heuss, Thomas Dehler či Reinhold Maier) či Liberálně-demokratické strany ve Východním Německu (např. Wilhelm Külz, Eugen Schiffer nebo Waldemar Koch). Někteří jedinci posílili řady jiných stran např. CDU (Ernst Lemmer a August Bach) či SPD (Erich Lüth).

## Volební výsledky a zastoupení v zákonodárných sborech

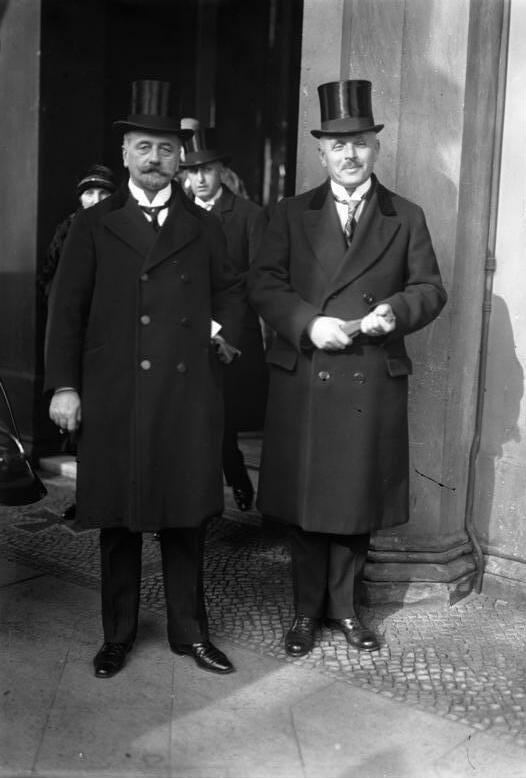
Ministři z DDP v roce 1926, Wilhelm Külz (vlevo, vnitro) a Otto Geßler (obrana)

Volební výsledky strany do Říšského sněmu.
| Volby       | Celkové hlasy  | Procenta | Získaná křesla | +/–         | Lídr kandidátky       |
| ----------- | -------------- | -------- | -------------- | ----------- | --------------------- |
| 1919        | 5 641 825 (3.) | 18,6 %   | 75 / 423       | Nová strana | Carl Wilhelm Petersen |
| 1920        | 2 333 741(6.)  | 8,3 %    | 39 / 459       | ▼ –36       | Carl Wilhelm Petersen |
| 1924 (V.)   | 1 655 129 (7.) | 5,7 %    | 28 / 472       | ▼ –11       | Erich Koch-Weser      |
| 1924 (XII.) | 1 919 829 (6.) | 6,3 %    | 32 / 493       | ▲ +4        | Erich Koch-Weser      |
| 1928        | 1 479 374 (6.) | 4,8 %    | 25 / 491       | ▼ –7        | Erich Koch-Weser      |
| 1930        | 1 322 034 (7.) | 3,8 %    | 20 / 577       | ▼ –5        | Hermann Dietrich      |
| 1932 (VII.) | 371 800 (8.)   | 1,0 %    | 4 / 608        | ▼ –16       | Hermann Dietrich      |
| 1932 (XI.)  | 336 447 (9.)   | 1,0 %    | 2 / 584        | ▼ –2        | Hermann Dietrich      |
| 1933 (III.) | 334 242 (9.)   | 0,9 %    | 5 / 647        | ▲ +3        | Hermann Dietrich      |